# دايفيد كيلي (فيلسوف)
دايفيد كيلي (بالإنجليزية: David Kelley)‏ هو فيلسوف أمريكي، ولد في 23 يونيو 1949 في شاكير هايتس في الولايات المتحدة.